# Triphosa uniplaga
Triphosa uniplaga är en fjärilsart som beskrevs av W. Warren 1904. Triphosa uniplaga ingår i släktet Triphosa och familjen mätare. Inga underarter finns listade i Catalogue of Life.